# Pardes
Pardes (hebr פרדס sad, jak w tytule dzieła znanego kabalisty Mojżesza Kordowero Pardes rimmonim - Sad drzew granatu) słowem tym oznaczano również raj, jak w talmudycznej hagadzie Czterech weszło do Pardes, opisującej skutki mistycznego wejścia w świat niebios.
Zapis w postaci akronimu PaRDeS oznacza cztery klasyczne dla judaizmu sposoby rozumienia i interpretacji tekstu świętego:
1. pszat - znaczenie dosłowne, interpretacja filologiczna
2. remez - alegoria, interpretacja poprzez odwołania do innych tekstów, sens filozoficzny - osiągany przez intelektualną spekulację
3. drasz - analogia, interpretacja typologiczna, sens umoralniający
4. sod - znaczenie mistyczne, kabalistyczne